# Bert Jansen (voetballer)
Lambertus (Bert) Jansen (Leiden, 26 februari 1951 – Leiden, 25 oktober 2020) was een Nederlands profvoetballer. Hij speelde zijn hele carrière voor Sparta.

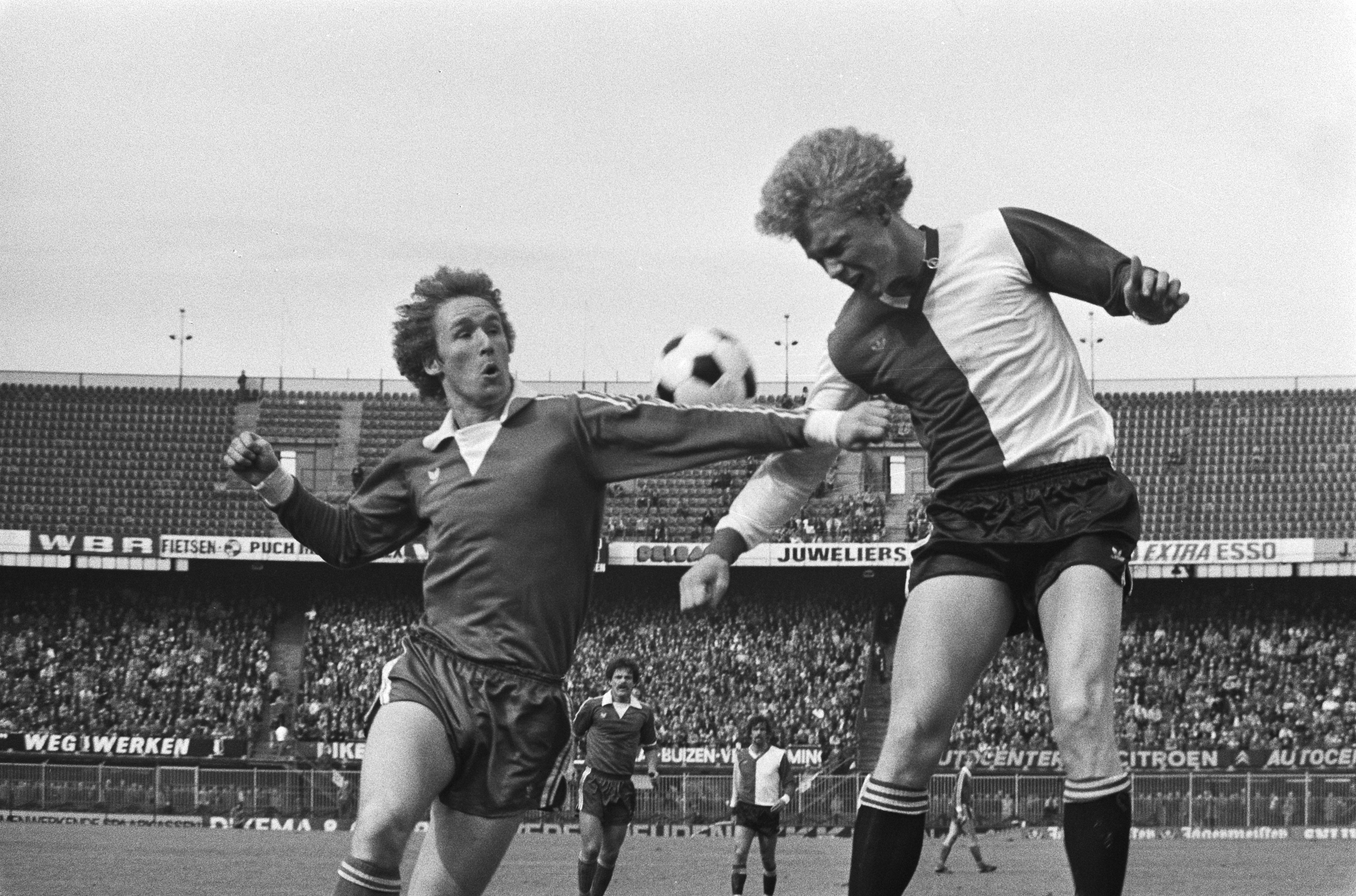
Bert Jansen (links) van Sparta in duel met Pétur Pétursson (rechts) van Feyenoord, 4 maart 1979

## Loopbaan
In zijn jeugd speelde Bert Jansen voor LV Roodenburg en UVS te Leiden.
In 1969 kwam hij naar het tweede elftal van Sparta. Hij maakte ook deel uit van het Nederlands militair voetbalelftal.
De rechtsback debuteerde in 1972 voor het eerste elftal van de Rotterdamse kasteelclub en sloot er tien jaar later zijn loopbaan af. Hij kwam in totaal tot 285 wedstrijden voor Sparta uit waarin hij dertien keer doel trof.
Na zijn actieve loopbaan bij Sparta begon hij een drukkerij in Leiden met de naam Drukkerij Sparta. Hij was voorts trainer van de amateurclubs UVS en SV ARC.
Jansen leed aan de ziekte van Alzheimer en de ziekte van Parkinson. Hij stierf in 2020 op 69-jarige leeftijd in een verzorgingshuis in Leiden.